# Interopérabilité ferroviaire
L’interopérabilité ferroviaire désigne la possibilité de faire circuler sans entrave des trains sur des réseaux ferroviaires différents, notamment des réseaux situés dans des États différents.

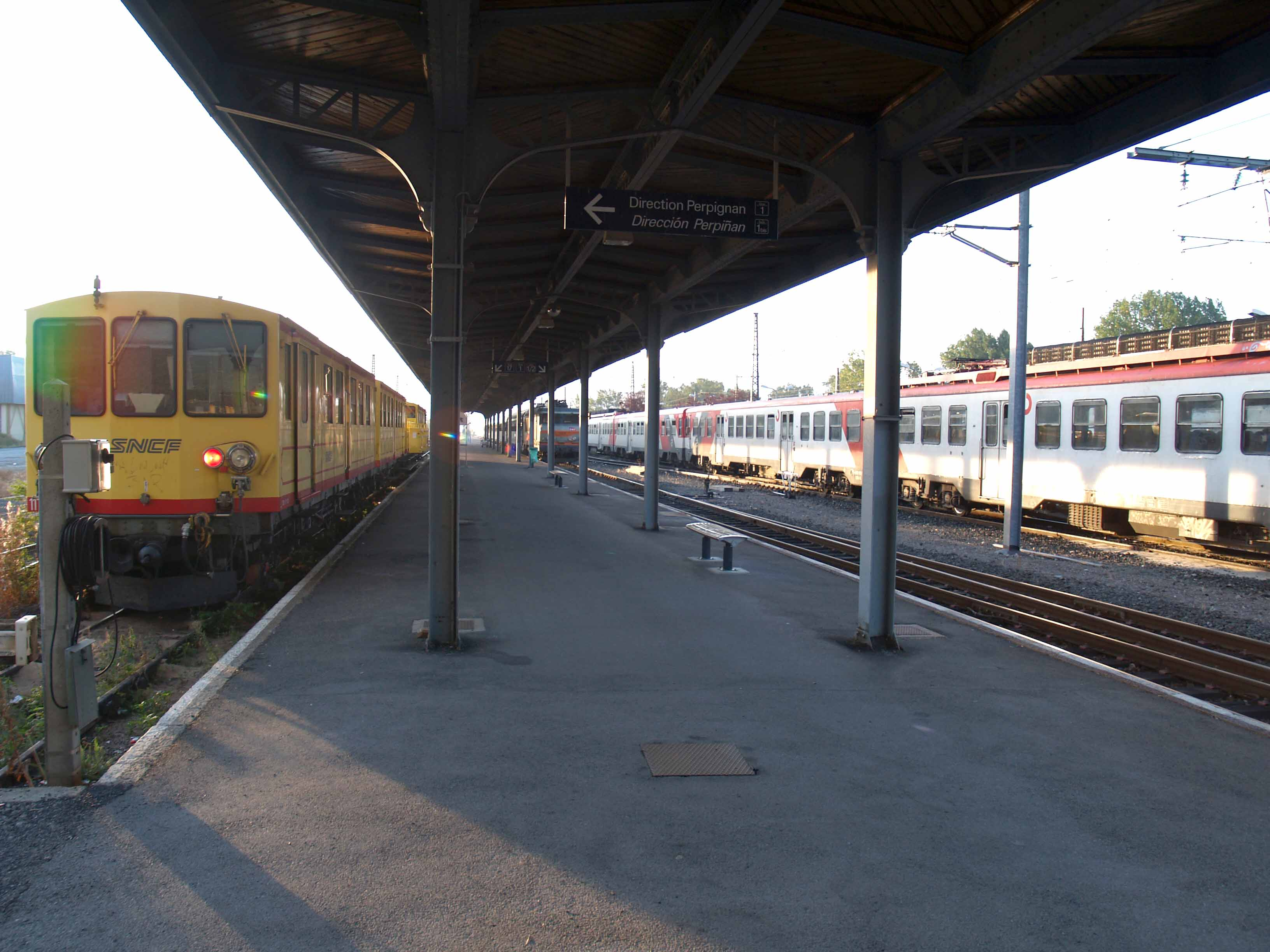
trois écartements différents à la gare internationale de Latour-de-Carol.

## Historique
Du fait de l'évolution historique du système ferroviaire, notamment sur le plan technique, les frontières nationales sont souvent des obstacles infranchissables, particulièrement pour le matériel moteur, imposant par exemple des changements de locomotives dans les gares frontières. Le cas du Danemark illustre bien cette évolution. Alors que les pays voisins (Allemagne, Suède, Norvège) avaient choisi, dès le début du XXe siècle, d'électrifier leurs réseaux en courant alternatif 15 kV, 16⅔ Hz, le réseau danois continuait son exploitation en traction thermique (d'abord vapeur, puis diesel). En passant à l'électrification plus tardivement, le pays a choisi une solution plus moderne, le courant industriel 25 kV, 50 Hz. Cette situation n'était pas trop gênante, à cause de la situation géographique en impasse du pays, jusqu'à l'ouverture de la liaison avec la Suède par le Pont de l'Oresund.
Cette situation concerne particulièrement l'Europe, à cause du morcèlement politique de ce continent. L'Union européenne s'est souciée depuis de nombreuses années d'améliorer l'interopérabilité ferroviaire afin de faciliter la création d'un grand marché du transport ferroviaire dans lequel la concurrence pourrait s'exercer librement. Son action s'est portée d'abord sur les lignes à grande vitesse dans la mesure où il est plus facile d'harmoniser un réseau en construction. Pour le réseau classique, l'harmonisation sera une œuvre de longue haleine car les investissements sont, dans certains cas, trop élevés pour être rentables. On peut citer l'exemple du gabarit réduit du réseau britannique, qui interdit au matériel continental de pénétrer en Grande-Bretagne. La reconstruction de l'ensemble du réseau n'étant pas envisageable, et pour l'instant, la nouvelle ligne CTRL, reliant Londres au tunnel sous la Manche est la seule au gabarit UIC.
La question de l'interopérabilité ferroviaire comporte de nombreux aspects, dont certains sont déjà pris en charge par des organisations internationales comme l'Union internationale des chemins de fer (UIC) et l'Organisation intergouvernementale pour les transports internationaux ferroviaires (OTIF), qui prescrivent notamment des normes techniques uniformes.
Dans l'Union européenne, l'interopérabilté ferroviaire concerne la conception, la construction, la mise en service, le réaménagement, le renouvellement, l'exploitation et la maintenance des éléments des systèmes ferroviaires et des qualifications professionnelles et des conditions de santé et de sécurité du personnel qui contribue à son exploitation.
Dans la directive 2001/16/CE du Parlement européen et du Conseil du 19 mars 2001 relative à l'interopérabilité du système ferroviaire transeuropéen conventionnel, elle est définie comme « l'aptitude du système ferroviaire transeuropéen conventionnel à permettre la circulation sûre et sans rupture de trains en accomplissant les performances requises pour ces lignes. Cette aptitude repose sur l'ensemble des conditions réglementaires, techniques et opérationnelles qui doivent être remplies pour satisfaire aux exigences essentielles. »
La Directive 96/48/CE définit l'interopérabilité du système ferroviaire à grande vitesse.
Ces deux directives ont été transposées en droit français par le décret 2006-1279.
Leurs matières ont fait l'objet d'une unification par la directive 2008/57/CE de la Communauté européenne, qui a été relayé par la directive 2016/797/UE de l'Union européenne.

## Aspects techniques
Les problèmes d'interopérabilité ferroviaire sont liés aux anciennes réglementations nationales.
D'un point de vue technique, elles concernent :
- l'écartement des rails ;
- la signalisation ;
- l'électrification (différentes tensions et fréquences, ou absence d'électrification) ;
- la longueur des trains.
- le gabarit

D'un point de vue réglementaire :
- l'aptitude à la conduite des trains ;
- le contrôle des produits transportés ;
- les horaires.

### L'écartement des rails

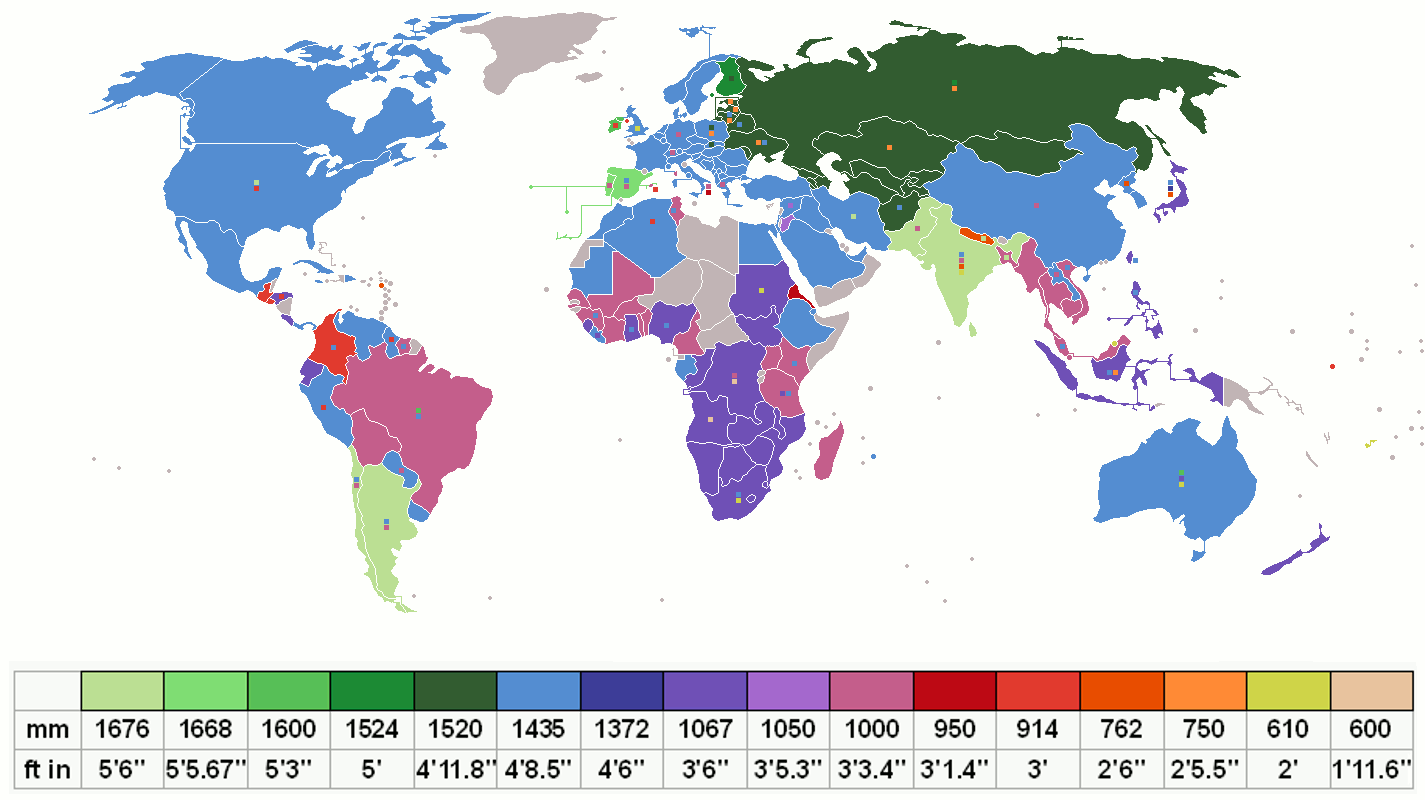
Les différents écartements adoptés dans le monde

L'Europe utilise quatre normes d'écartement des rails différentes sur le réseau principal :
- l'écartement standard : 1435 mm (soit 4 pieds 8 pouces et demi) qui est le plus répandu ;
- l'écartement ibérique : 1668 mm (Espagne, Portugal) ;
- l'écartement russe : 1520 mm (Russie, Biélorussie, Ukraine, pays baltes, Finlande et une ligne en Pologne) ;
- l'écartement irlandais : 1600 mm (Irlande).

Les lignes à grande vitesse sont presque toutes à écartement standard, y compris en Espagne (sauf la ligne Olmedo-Galice, qui est temporairement à l'écartement ibérique).
Il y a en outre de nombreux réseaux secondaires à voie métrique (écartement de 1000 mm ou 1067 mm)
Les solutions techniques à ce problèmes sont les suivantes :
- le transbordement des voyageurs et des marchandises,
- le changement des bogies ou des essieux des véhicules remorqués,
- l'utilisation de matériel à écartement variable (par exemple Talgo).

### La signalisation
Les signaux électriques et visuels ne sont pas les mêmes.
En Allemagne, les trains circulent à droite, mais en France, ils circulent à gauche.
| Système de signalisation | Allemagne | Autriche | Belgique  | Espagne                   | France                                | Italie    | Pays Bas | Royaume-Uni                  | Suisse | États-Unis |
| ------------------------ | --------- | -------- | --------- | ------------------------- | ------------------------------------- | --------- | -------- | ---------------------------- | ------ | ---------- |
| ATB et ATB-NG            |           |          |           |                           |                                       |           | ATB      |                              |        |            |
| ASFA                     |           |          |           | ASFA 200                  |                                       |           |          |                              |        |            |
| PZB/Indusi               | Indusi    |          |           |                           |                                       |           |          |                              |        |            |
| KVB                      |           |          |           |                           | KVB                                   |           |          | à St Pancras (Londres-Paris) |        |            |
| LZB                      | LZB       | LZB      |           | LZB (Madrid-Séville)      |                                       |           |          |                              |        |            |
| Memor et TBL             |           |          | TBL       |                           |                                       |           |          |                              |        |            |
| AWS et TPWS              |           |          |           |                           |                                       |           |          | AWS                          |        |            |
| TVM 300, 430 depuis 1993 |           | TVM 430  | TVM 430   |                           | TVM 300 (SE,Atlant.), 430 (Nord, Est) |           |          | TVM 430                      |        |            |
| ETCS                     | ETCS 2    | ETCS 1   | ETCS 1, 2 | ETCS 1 (300 km/h), ETCS 2 | ETCS 2                                | ETCS 1, 2 | ETCS 2   |                              | ETCS-2 |            |

### L'électrification

Les différents systèmes d'électrification en Europe

Il y a en Europe plusieurs normes d'électrification, qui se sont imposées pour des raisons historiques :
- courant continu 750 V : Grande-Bretagne, + différents réseaux secondaires ;
- courant continu 1500 V : France, Pays-Bas ;
- courant continu 3000 V : Italie, Belgique, Espagne, Pologne, République tchèque ;
- courant alternatif 25 kV, 50 Hz : France, Belgique, Grande-Bretagne, Finlande, Grèce, Hongrie, Luxembourg, Portugal, Danemark ;
- courant alternatif 15 kV, 16⅔Hz : Allemagne, Suisse, Autriche, Norvège, Suède.

Le réseau français est partagé entre deux types de courant : continu 1500 V et alternatif 25 kV, 50 Hz (courant industriel), ce qui impose à la SNCF de posséder des engins bicourant, y compris dans le parc TGV.
Les lignes à grande vitesse sont équipées en courant alternatif 25 kV, 50 Hz sauf en Allemagne qui a conservé le courant alternatif 15 kV, 16⅔Hz.
L'alimentation se fait généralement par caténaires (fil conducteur aérien), mais les normes techniques varient selon les pays, notamment la hauteur de la caténaire.
Le courant continu 750 V est généralement amené par troisième rail (cette technique est maintenant très rare sur le continent européen, sauf pour certains réseaux secondaires, mais elle reste répandue en Grande-Bretagne).

### La longueur des trains
Les États-Unis ont des trains très longs, ce qui rend le transport de fret par rail rentable.
En Europe, toutefois, des contraintes techniques limitent la longueur des trains.[réf. nécessaire]

## Principales caractéristiques des réseaux européens
| Pays                          | Écartement des rails        | Gabarit                  | Électrification             | Largeur de l'archet              | Signalisation           |
| ----------------------------- | --------------------------- | ------------------------ | --------------------------- | -------------------------------- | ----------------------- |
| Allemagne, Autriche           | 1 435 mm                    | G2 EBO                   | 15 kV 16,7 Hz ⏦             | 1 950 mm                         | Indusi, PZB, LZB        |
| Suisse                        | 1 435 mm                    | - < G2 EBO - > UIC 505-1 | 15 kV 16,7 Hz ⏦             | 1 450 mm                         | Integra-Signum, ZUB 121 |
| Pays-Bas                      | 1 435 mm                    | ≥ G2 EBO                 | 1 500 V ⎓                   | 1 950 mm                         | ATB                     |
| Belgique                      | 1 435 mm                    | ≥ G2 EBO                 | - 3 000 V ⎓ - 25 kV 50 Hz ⏦ | 1 950 mm                         | Crocodile, TBL          |
| Luxembourg                    | 1 435 mm                    | ≥ G2 EBO                 | 25 kV 50 Hz ⏦               | 1 450 mm                         | Memor II+               |
| France                        | 1 435 mm                    | UIC 505-1                | - 1 500 V ⎓ - 25 kV 50 Hz ⏦ | - 1 950 mm - 1 450 mm            | Crocodile, TVM          |
| Italie                        | 1 435 mm                    | UIC 505-1                | 3 000 V ⎓                   | 1 450 mm                         | RS4 Codici, SCMT        |
| Espagne                       | - 1 674 mm - 1 435 mm (LGV) |                          | - 3 000 V ⎓ - 25 kV 50 Hz ⏦ |                                  | ASFA, ZUB 121, LZB      |
| Portugal                      | 1 668 mm                    |                          | 25 kV 50 Hz ⏦               |                                  | EBICAB 700              |
| Grande-Bretagne               | 1 435 mm                    | < UIC 505-1              | - 750 V ⎓ - 25 kV 50 Hz ⏦   | courant continu : Troisième rail | AWS                     |
| Irlande                       | 1 600 mm                    |                          | 1 500 V ⎓                   |                                  |                         |
| Danemark                      | 1 435 mm                    | ≥ G2 EBO                 | 25 kV 50 Hz ⏦               | 1 800 mm                         | ZUB 123                 |
| Norvège                       | 1 435 mm                    | ≥ G2 EBO                 | 15 kV 16,7 Hz ⏦             | 1 800 mm                         |                         |
| Suède                         | 1 435 mm                    | ≥ G2 EBO                 | 15 kV 16,7 Hz ⏦             | 1 800 mm                         | ATC                     |
| Finlande                      | 1 524 mm                    |                          | 25 kV 50 Hz ⏦               |                                  | EBICAB 900              |
| Estonie, Lettonie             | 1 524 mm                    |                          | 3 000 V ⎓                   |                                  |                         |
| Lituanie                      | 1 524 mm                    |                          | 25 kV 50 Hz ⏦               |                                  |                         |
| Pologne                       | 1 435 mm                    | ≥ G2 EBO                 | 3 000 V ⎓                   | 1 950 mm                         | PHP                     |
| République tchèque, Slovaquie | 1 435 mm                    | ≥ G2 EBO                 | - 3 000 V ⎓ - 25 kV 50 Hz ⏦ | 1 950 mm                         | LS90                    |
| Hongrie                       | 1 435 mm                    | ≥ G2 EBO                 | 25 kV 50 Hz ⏦               | 2 050 mm                         | EVM 120                 |
| Slovénie                      | 1 435 mm                    |                          | 3 000 V ⏦                   |                                  |                         |

## Sources